# La Riviera (Stany Zjednoczone)
La Riviera – jednostka osadnicza w Stanach Zjednoczonych, w stanie Kalifornia, w hrabstwie Sacramento.